# Dolje
Dolje so naselje v Občini Tolmin.